# Lyndsay Belisle
Lyndsay Belisle (Hazelton, 1 de octubre de 1977) es una deportista canadiense que compitió en lucha libre. Ganó una medalla de plata en el Campeonato Mundial de Lucha de 2006 y tres medallas en el Campeonato Panamericano de Lucha entre los años 1998 y 2006.
En los Juegos Panamericanos de 2003 obtuvo la medalla de plata en la categoría de 48 kg.

## Palmarés internacional
| Campeonato Mundial      | Campeonato Mundial              | Campeonato Mundial | Campeonato Mundial |
| Año                     | Lugar                           | Medalla            | Categoría          |
| ----------------------- | ------------------------------- | ------------------ | ------------------ |
| 2006                    | Cantón (China)                  | Medalla de plata   | 51 kg              |
| Juegos Panamericanos    |                                 |                    |                    |
| Año                     | Lugar                           | Medalla            | Categoría          |
| 2003                    | Santo Domingo (Rep. Dominicana) | Medalla de plata   | 48 kg              |
| Campeonato Panamericano |                                 |                    |                    |
| Año                     | Lugar                           | Medalla            | Categoría          |
| 1998                    | Winnipeg (Canadá)               | Medalla de oro     | 46 kg              |
| 2003                    | Guatemala (Guatemala)           | Medalla de plata   | 48 kg              |
| 2006                    | Río de Janeiro (Brasil)         | Medalla de oro     | 51 kg              |